# 타격 코치
타격 코치란 야구에서 타자의 타격에 도움을 주고 지도하는 코치를 가르키는 단어이다.

## 설명
타격 코치는 한 야구단에 속한 타자들이 정교한 타격으로 안타를 많이 양산하는데 도움을 주고 타자들의 타율을 높여주도록 도와주는 역할을 주로 수행한다. 주루 코치, 수비 코치, 베이스 코치와 더불어 타자로 선수 생활하다 은퇴한 사람이 주로 맡으며 코치 연수를 통해 코치 자격증을 획득한 사람이 타격 코치를 하게 된다. 각 야구단마다 타자의 타격을 도와주는 타격 코치가 존재한다.

## 같이 보기
- 야구 코치
- 야구